# Tišice
Tišice település Csehországban, a Mělníki járásban. Tišice Ovčáry, Všetaty, Neratovice, Libiš, Tuhaň és Kostelec nad Labem településekkel határos. Lakosainak száma 2526 fő (2024. január 1.).

## Népesség
A település lakosságának változását az alábbi diagram mutatja:
| Lakosok száma | 936  | 1125 | 1434 | 1828 | 1574 | 2012 | 2225 | 2377 | 2530 | 2526 |
|               | 1869 | 1900 | 1921 | 1961 | 1980 | 2011 | 2016 | 2019 | 2021 | 2024 |